# Aguarrás
El  aguarráses un disolvente líquido, volátil e incoloro producido artificialmente mediante la destilación de sustancias naturales de origen vegetal o mineral.  

## Otros nombres
En la actualidad, y de una manera general, se llama simplemente «aguarrás» al que es destilado a partir de petróleo o de alquitrán vegetal. 
Se llama «esencia de trementina» al aguarrás destilado a partir de resinas vegetales, como la miera (aceite de enebro, principalmente proveniente de la especie Juniperus oxycedrus), a partir de la resina de diversas especies de coníferas, o de la resina de los terebintos, que son plantas como la cornicabra (Pistacia terebinthus) o el aguaribay (Schinus areira). 
Las esencias de trementina utilizadas como disolventes en la  pintura al óleo, provienen tradicionalmente de la trementina misma, es decir, la resina de ciertas especies de coníferas como por ejemplo el pino marítimo (Pinus pinaster) o el pino salgareño (Pinus nigra). 
Otros términos para designar el aguarrás pueden ser «trementina mineral» o «trementina rectificada».
También pueden usarse términos más específicos, algunos prácticamente en desuso, como «pez negra», que es un destilado de trementina impura,
El anglicismo white spirit se usa principalmente para destilados de petróleo (véase «aguarrás mineral»). 

## Características
El aguarrás es un líquido incoloro, o de un ligero color amarillento en ocasiones. Su olor es característico e intenso, y podría describirse como «olor a pino».
- No es miscible con agua.
- Número CE: 232-350-73726
- Acuerdo ADR: UN 1299 TREMENTINA, 3, III.[cita requerida]
- El aguarrás llamado «esencia de trementina» está formado principalmente por una mezcla de hidrocarburos terpénicos, mayormente alfa y beta pinenos, aunque su composición varía dependiendo de la clase de pino de la que provenga la resina.

## Uso práctico

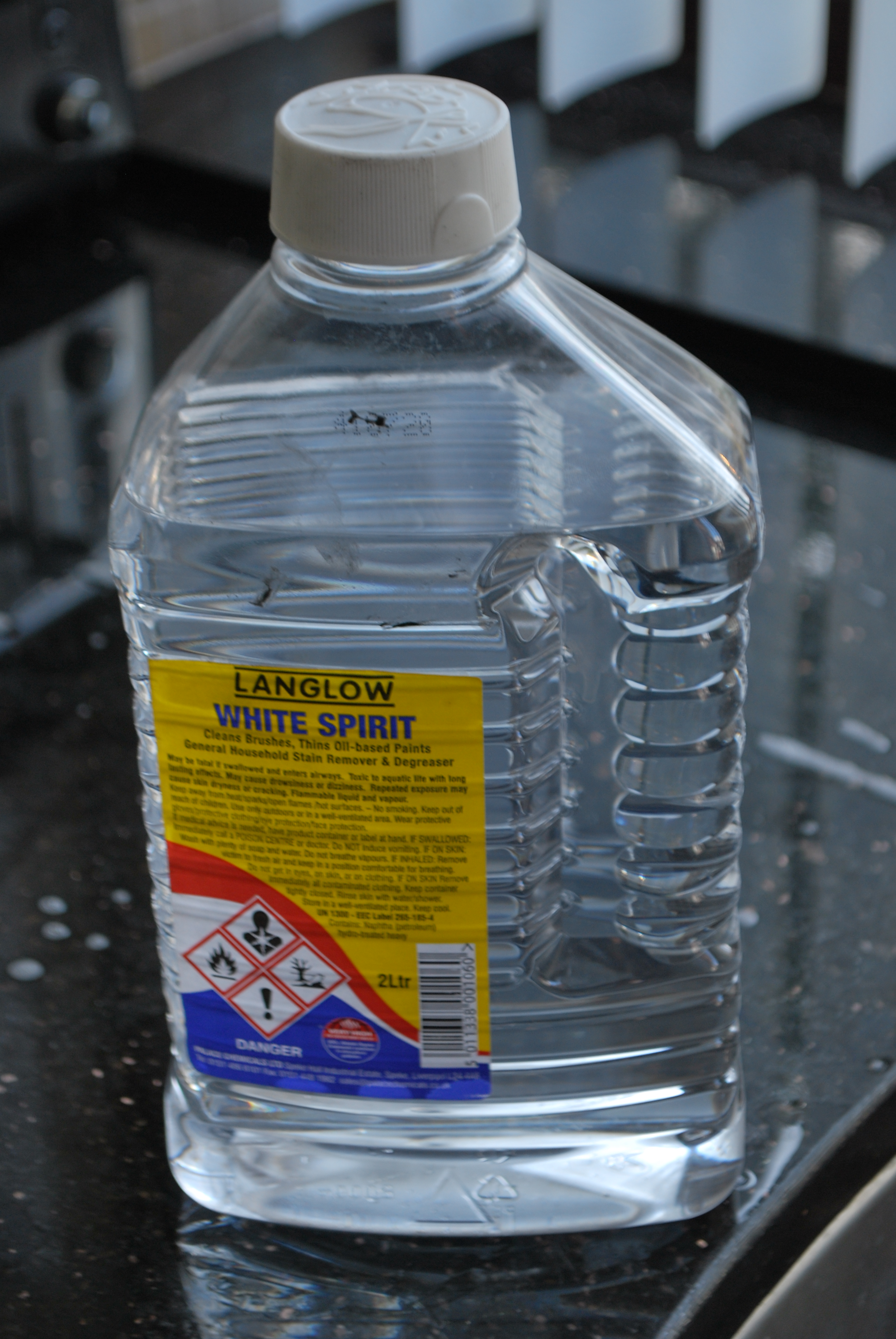
Aguarrás mineral comercializado bajo la denominación white spirit.

Se utilizan los diferentes tipos de aguarrás como disolventes de pinturas y como materia prima para la fabricación de compuestos aromáticos sintéticos y desinfectantes. 
Es un líquido casi incoloro, de olor muy intenso y característico. En la actualidad se obtiene en grandes cantidades como subproducto de la producción de celulosa (materia prima de la fabricación del papel), en industrias que usan coníferas como materia prima. 
El principal uso del aguarrás ha sido siempre como disolvente de pinturas o como materia prima para la fabricación de pinturas y barnices.
Transformado, el aguarrás también se utiliza para formular repelentes para piojos, geles para friegas o emplastes.
Otros usos incluyen la elaboración de fragancias. Los usos de los pinenos que pueden obtenerse con posteriores destilaciones, son también múltiples.
Es altamente tóxico y nunca debe inhalarse o ingerirse.

## Producción
Históricamente, existen muchas variedades de aguarrás entre las que destacan el aguarrás de Quíos, el de Venecia, el de Estrasburgo y el aguarrás común, el de mayor producción y distribución en el comercio internacional.
Las primeras fuentes del aguarrás fueron el terebinto (Pistacia terebinthus), un árbol mediterráneo emparentado con el pistacho.
- Aguarrás de Quíos: es de un color blanco verdoso, transparente y casi insípido. Lo produce el lentisco (Pistacia lentiscus), que solo crece en zonas cálidas como Colombia, Melgar (Tolima), o los países de la región mediterránea, incluida España.
- Aguarrás de Venecia: es más odorífero y transparente que la anterior. Se extrae en las inmediaciones de esta ciudad, del alerce (Larix decidua).
- Aguarrás de Estrasburgo: es producido por el abeto siberiano (Abies sibirica). Es muy transparente y casi carece de color. Se emplea en medicina y se obtiene reventando con un instrumento cortante unos tumores que se desarrollan sobre la corteza de dicho árbol en la primavera y otoño. Los que la recogen trepan a la copa de los árboles, calzados con zapatos con garfios, con una herramienta que parece un cuerno, que les sirve de tajador por la punta y de vaso para recoger la trementina por la boca.
- Aguarrás común (esencia de trementina): tiene aplicaciones más numerosas. Se obtiene a partir de las especies Pinus pinaster y Pinus nigra. La cosecha dura todo el año. Solo se aprovecha de árboles cuyos troncos tengan un mínimo de 40 centímetros de diámetro.

En la actualidad los principales pinos productores de esencia de aguarrás son: Pino marítimo (Pinus pinaster), Pino carrasco (Pinus halepensis), Pino Masson (Pinus massoniana), Pino de Sumatra (Pinus merkusii), Pino austral (Pinus palustris), Pino taeda (Pinus taeda) y Pino ponderosa (Pinus ponderosa).
La destilación del aguarrás obtenida a partir de los pinos de California como el pino ponderosa (Pinus ponderosa) y el pino real (Pinus sabiniana) dan como resultado un tipo de aguarrás que es casi heptano puro.

## Aguarrás mineral
Es el producto constituido por derivados del petróleo, su fórmula es C10H16. Se usa como sucedáneo del aguarrás, en la preparación de pinturas, barnices y afines.

## Forma de recolección
La explotación comercial moderna de la resina comenzó en España hacia 1848,[cita requerida] cuando se comenzó a utilizar el sistema de «pica de corteza» o sistema Hugues. La cosecha de la trementina dura todo el año. Para que la trementina corra, se quita del pie de cada árbol una banda de corteza de 12 cm de ancho por 50 cm de alto y en su parte inferior se practica en el árbol una sajadura de unos 6 mm de profundidad y 3 cm de altura. De ahí fluye entonces la trementina. Se procede de igual manera cada ocho días. La llaga así formada adquiere en un año un metro de altura.
Al otro año se quita otra banda encima de la primera y así sucesivamente hasta llegar a los 5 metros en cuyo caso se vuelve a comenzar por abajo y al lado de la primera herida hasta que al cabo de cierto número de años se haya dado toda la vuelta al árbol. Para entonces ya tiene corteza la primera sajadura. Se renuevan todas las operaciones en el mismo orden, mientras el árbol de producto, dura durante 80 años. La trementina que mana se recibe a pie del árbol en una vasija o un hoyo. Cada árbol produce cada año cuatro kilogramos de resina y esencia. Estas se someten a escurridura similar a la que se practica en la recolección de miel para segregar la cera. Se coloca la resina bruta en toneles perforados y expuestos al sol.
Después se coloca en una estufa. La resina se separa de la esencia y los productos son más líquidos y puros. En el mundo del comercio se conoce con el nombre de «trementina fina». Posteriormente se coloca la materia prima en sacos de lienzo colgados. El residuo de la operación se destila para sacar la esencia de la trementina que aún contiene. Posteriormente se convierte en pez o colofonia y se practica en un alambique común. La esencia se emplea como secante en pintura y en los preparados de casi todos los barnices. La colofonia sirve para untar los crines de los arcos del violín.
La brea mezclada constituye el alquitrán. Se extrae de los pinos viejos cansados de dar trementina que se destila en hornos (en Burdeos se fabrica por este procedimiento).

## Toxicidad
La trementina es corrosiva, por lo que su ingestión o la de algún producto que la contiene (ceras limpiadoras, disolventes de pinturas) produce un cuadro clínico complejo, caracterizado por aumento de secreciones bronquiales, irritación, quemaduras y dolor en nariz, ojos, oídos, labios, lengua, piel y abdomen; cólicos, vómitos (con o sin sangre); depresión del sistema nervioso central (desmayos, coma, convulsiones); hipotensión, alteraciones hemáticas (hemólisis, metahemoglobinemia, anoxia); y daño neurológico irreversible.
La inhalación de sus vapores produce irritación de las vías respiratorias: tos, inflamación de la garganta, dificultad respiratoria y asfixia severa.

## Manejo como residuo
Debido a la nocividad del aguarrás no es adecuado verterlo al sistema de alcantarillado o al suelo. El aguarrás debe ser considerado un residuo peligroso y desde el punto de vista ambiental debe considerarse la reducción de su uso, la reutilización y su correcta canalización. El aguarrás puede ser reutilizado si luego de haberse utilizado para lavar una brocha con pintura se deja un tiempo que las partículas de esta se decanten y después se puede colar o filtrar.

## Composición
El aguarrás está compuesto principalmente por una mezcla de hidrocarburos terpénicos. La composición química exacta del aguarrás puede variar dependiendo de su origen y del proceso de destilación al que se haya sometido. Sin embargo, en general, se compone principalmente de los siguientes componentes:
1. Alfa-pineno: es uno de los componentes principales del aguarrás y representa alrededor del 40 % al 50 % de su composición. Es un hidrocarburo monocíclico con fórmula química {\displaystyle {\ce {C10H16}}}.
2. Beta-pineno: es otro componente importante y se encuentra en una proporción similar al alfa-pineno. También es un hidrocarburo monocíclico con fórmula química {\displaystyle {\ce {C10H16}}}.
3. Dipenteno: también conocido como limoneno, representa alrededor del 5 % al 15 % de la composición del aguarrás. Tiene una fórmula química {\displaystyle {\ce {C10H16}}} y es un hidrocarburo terpénico con un olor cítrico característico.
4. Otros terpenos: además de los componentes mencionados anteriormente, el aguarrás puede contener otros terpenos en menor proporción, como el terpinoleno, mirceno y otros.